# 鈕齒魚龍屬
鈕齒魚龍屬（學名：Omphalosaurus，意为“钮扣蜥蜴”，指其牙齿的形状）是種已滅絕的海生爬行動物，生存於三疊紀的美國西部、德國、挪威斯匹次卑爾根群島。
鈕齒魚龍最初被歸類於魚龍超目。但在2000年的藻谷亮介研究指出，牠們缺乏原始魚龍超目的共有衍徵。因此鈕齒魚龍目前屬於雙孔亞綱的位置不明屬。在2010年，研究人員在建立鈕齒魚龍的新種時，將牠們歸類於魚龍目。